# Morti nel 1994/Settembre
| Questa pagina contiene informazioni ricavate automaticamente dalle voci biografiche con l'ausilio del template Bio e di un bot. L'aggiornamento è periodico e automatico e ricostruisce completamente la pagina. Se manca una persona in questa lista, sei pregato di non aggiungerla, ma accertati piuttosto che la sua voce biografica contenga il template Bio e che i dati anagrafici siano correttamente compilati. Se il template Bio manca, inseriscilo tu stesso o, in alternativa, metti l'avviso {{tmp\|Bio}} che ne segnala la mancanza. Se i dati riportati sono sbagliati, correggi direttamente la voce biografica; le modifiche saranno visibili in questa lista entro pochi giorni. Per chiarimenti vedi il progetto biografie. La lista contiene solo le 120 persone che sono citate nell'enciclopedia e per le quali è stato implementato correttamente il template Bio. Pagina aggiornata al 18 lug 2025. |

- 1º settembre - Hollis Chenery, economista statunitense (n. 1918)
- 1º settembre - Boris Malenko, wrestler statunitense (n. 1933)
- 2 settembre - Giovanni Boano, politico italiano (n. 1922)
- 2 settembre - Walter Chyzowych, calciatore e allenatore di calcio polacco (n. 1937)
- 2 settembre - Ricardo Conde, nuotatore e pallanuotista spagnolo (n. 1930)
- 2 settembre - Édouard Delberghe, ciclista su strada francese (n. 1935)
- 2 settembre - Andrea Ghira, criminale italiano (n. 1953)
- 2 settembre - Otto Hunsche, avvocato e poliziotto tedesco (n. 1911)
- 2 settembre - Edward Francis Kelly, vescovo cattolico australiano (n. 1917)
- 2 settembre - Giuseppe Martano, ciclista su strada italiano (n. 1910)
- 2 settembre - Vittorio Pastori, presbitero e missionario italiano (n. 1926)
- 2 settembre - Arturo Tofanelli, scrittore, giornalista e traduttore italiano (n. 1908)
- 3 settembre - Major Lance, cantante statunitense
- 3 settembre - Pino Mocchetti, allenatore di calcio, dirigente sportivo e imprenditore italiano (n. 1905)
- 3 settembre - Billy Wright, calciatore e allenatore di calcio inglese (n. 1924)
- 4 settembre - Augusto Chizzoli, fumettista italiano (n. 1943)
- 4 settembre - Hubertus Tellenbach, psichiatra tedesco (n. 1914)
- 5 settembre - Alberto Farnese, attore italiano (n. 1926)
- 5 settembre - Giacomo Luzietti, presbitero italiano (n. 1931)
- 5 settembre - José Manuel Martins, calciatore portoghese (n. 1906)
- 5 settembre - Rudolf Raftl, calciatore austriaco (n. 1911)
- 5 settembre - Ike Williams, pugile statunitense (n. 1923)
- 6 settembre - Wolf Donner, giornalista e critico cinematografico tedesco (n. 1939)
- 6 settembre - Michele Gandin, regista, fotografo e giornalista italiano (n. 1914)
- 6 settembre - Nicky Hopkins, pianista inglese (n. 1944)
- 6 settembre - Max Kaminsky, trombettista statunitense (n. 1908)
- 6 settembre - Duccio Tessari, regista e sceneggiatore italiano (n. 1926)
- 6 settembre - Paul Xuereb, politico maltese (n. 1923)
- 7 settembre - James Clavell, scrittore, sceneggiatore e regista australiano (n. 1921)
- 7 settembre - Eric Crozier, direttore teatrale, librettista e sceneggiatore britannico (n. 1914)
- 7 settembre - Paweł Hur, aviatore polacco (n. 1918)
- 7 settembre - Dennis Morgan, attore e cantante statunitense (n. 1908)
- 7 settembre - Constance Seeiso, principessa lesothiana (n. 1969)
- 7 settembre - Terence Young, regista britannico (n. 1915)
- 8 settembre - Juan Alonso Adelarpe, calciatore e allenatore di calcio spagnolo (n. 1927)
- 8 settembre - Mario Del Monte, politico italiano (n. 1941)
- 8 settembre - Il'ja Jakovlevič Gurin, regista sovietico (n. 1922)
- 8 settembre - Eijirō Tōno, attore giapponese (n. 1907)
- 9 settembre - Dino Asciolla, violinista e violista italiano (n. 1920)
- 9 settembre - Luigi Cerutti, politico italiano (n. 1917)
- 9 settembre - Patrick O'Neal, attore statunitense (n. 1927)
- 10 settembre - Georges Becker, micologo francese (n. 1905)
- 10 settembre - Frank Broome, calciatore e allenatore di calcio inglese (n. 1915)
- 10 settembre - Pietro Bucci, chimico italiano (n. 1932)
- 10 settembre - Mariateresa Di Lascia, politica e scrittrice italiana (n. 1954)
- 10 settembre - Charles Drake, attore statunitense (n. 1917)
- 10 settembre - Max Morlock, calciatore tedesco (n. 1925)
- 11 settembre - Emilio Cuccu, politico italiano (n. 1919)
- 11 settembre - Gunnar Eide, calciatore norvegese (n. 1923)
- 11 settembre - Dernell Every, schermidore statunitense (n. 1906)
- 11 settembre - Marianne Hold, attrice tedesca (n. 1933)
- 11 settembre - Raffaele Sansone, allenatore di calcio e calciatore uruguaiano (n. 1910)
- 11 settembre - Jessica Tandy, attrice teatrale e attrice cinematografica britannica (n. 1909)
- 12 settembre - Avtandil Ch'k'uaseli, calciatore sovietico (n. 1931)
- 12 settembre - Jean-Baptiste Duroselle, storico francese (n. 1917)
- 12 settembre - Boris Borisovič Egorov, cosmonauta e medico sovietico (n. 1937)
- 12 settembre - Tom Ewell, attore statunitense (n. 1909)
- 13 settembre - Erich Buschenhagen, generale tedesco (n. 1895)
- 13 settembre - Mario Silvestri, ingegnere italiano (n. 1919)
- 13 settembre - Hind al-Husseini, attivista palestinese (n. 1916)
- 13 settembre - Kandid Čarkviani, politico sovietico (n. 1907)
- 14 settembre - Giuseppe Campione, calciatore italiano (n. 1973)
- 14 settembre - Heinz Gerischer, chimico tedesco (n. 1919)
- 15 settembre - Charles Allé, calciatore francese (n. 1904)
- 15 settembre - Alain Bernardin, imprenditore e collezionista d'arte francese (n. 1916)
- 15 settembre - Moana Pozzi, attrice pornografica, conduttrice televisiva e politica italiana (n. 1961)
- 15 settembre - Kai Sjøberg, calciatore norvegese (n. 1936)
- 15 settembre - Mark Stevens, attore e regista statunitense (n. 1916)
- 16 settembre - Johnny Berry, calciatore inglese (n. 1926)
- 16 settembre - Gérson da Silva, calciatore brasiliano (n. 1965)
- 16 settembre - Albert Decourtray, cardinale e arcivescovo cattolico francese (n. 1923)
- 16 settembre - Jack Dodson, attore statunitense (n. 1931)
- 16 settembre - Dolly Haas, attrice tedesca (n. 1910)
- 17 settembre - Iris Adrian, attrice e ballerina statunitense (n. 1912)
- 17 settembre - Arnold Badjou, calciatore belga (n. 1909)
- 17 settembre - Vitas Gerulaitis, tennista statunitense (n. 1954)
- 17 settembre - Karl Popper, filosofo austriaco (n. 1902)
- 17 settembre - Peter Zaremba, martellista statunitense (n. 1908)
- 18 settembre - Wayne A. Finkelman, costumista statunitense (n. 1947)
- 18 settembre - Franco Moschino, stilista e artista italiano (n. 1950)
- 20 settembre - Reto Rossetti, scrittore e esperantista svizzero (n. 1909)
- 20 settembre - Jule Styne, musicista e compositore britannico (n. 1905)
- 21 settembre - Jimmy Carter, pugile statunitense (n. 1923)
- 22 settembre - Maria Carta, cantautrice, attrice e politica italiana (n. 1934)
- 22 settembre - Igor' Čislenko, calciatore sovietico (n. 1939)
- 22 settembre - Leonard Feather, giornalista e pianista britannico (n. 1914)
- 22 settembre - Edoardo Molinar, ciclista su strada italiano (n. 1907)
- 22 settembre - Hedwig Potthast, tedesca (n. 1912)
- 22 settembre - Gustavo Adolfo Rol, sensitivo italiano (n. 1903)
- 22 settembre - Bud Sagendorf, fumettista statunitense (n. 1915)
- 23 settembre - Angelo Bairati, anatomista italiano (n. 1911)
- 23 settembre - Robert Bloch, scrittore e sceneggiatore statunitense (n. 1917)
- 23 settembre - Rocco Borella, pittore italiano (n. 1920)
- 23 settembre - Red Dehnert, cestista e allenatore di pallacanestro statunitense (n. 1924)
- 23 settembre - Walter Gibbons, disc jockey e produttore discografico statunitense (n. 1954)
- 23 settembre - Antanas Mikėnas, marciatore sovietico (n. 1924)
- 23 settembre - Severino Minelli, allenatore di calcio e calciatore svizzero (n. 1909)
- 23 settembre - Zbigniew Nienacki, scrittore polacco (n. 1929)
- 23 settembre - Madeleine Renaud, attrice francese (n. 1900)
- 23 settembre - Nagendra Prasad Rijal, politico nepalese (n. 1927)
- 23 settembre - Ville Taalikka, pentatleta finlandese (n. 1921)
- 24 settembre - Adriano Gozzini, fisico italiano (n. 1917)
- 25 settembre - Joseph Churms, astronomo sudafricano (n. 1926)
- 25 settembre - Lelio Colaneri, calciatore italiano (n. 1917)
- 25 settembre - Antonio Negrini, ciclista su strada e pistard italiano (n. 1903)
- 25 settembre - François Tosquelles, psichiatra spagnolo (n. 1912)
- 25 settembre - Luigi Ferdinando di Prussia, nobile tedesco (n. 1907)
- 26 settembre - Miguel Ángel Lauri, calciatore argentino (n. 1908)
- 26 settembre - Vittorio Sbardella, politico italiano (n. 1935)
- 26 settembre - David Allardyce Webb, botanico irlandese (n. 1912)
- 27 settembre - Carlos Lleras Restrepo, politico colombiano (n. 1908)
- 28 settembre - Pier Camillo Beccaria, politico, architetto e urbanista italiano (n. 1945)
- 28 settembre - Alfred Beck, allenatore di calcio e calciatore tedesco (n. 1925)
- 28 settembre - Harry Saltzman, produttore cinematografico canadese (n. 1915)
- 29 settembre - Cheb Hasni, cantante algerino (n. 1968)
- 29 settembre - Leonardo Ricci, architetto italiano (n. 1918)
- 30 settembre - Lina Basquette, attrice e ballerina statunitense (n. 1907)
- 30 settembre - Edmund Giemsa, calciatore polacco (n. 1912)
- 30 settembre - André Lwoff, microbiologo francese (n. 1902)
- 30 settembre - Roberto Eduardo Viola, generale e politico argentino (n. 1924)